# モルターニュ＝オー＝ペルシュ
モルターニュ＝オー＝ペルシュ （Mortagne-au-Perche）は、フランス、ノルマンディー地域圏、オルヌ県のコミューン。

## 地理
県南部に位置する。アランソン、ノジャン＝ル＝ロトルー、レーグル間を走るバス路線が通る。

## 歴史
1086年に地名がcomitis Mauritaniaeと記されたことに見られるように、古名はMauritaniaである。5世紀にローマの軍事・民事機構を説明した年代記『ノティティア・ディグニタートゥム』では記されていないが、ローマ時代後期にムーア人（Maure）部隊がこの地に駐留していたことに由来する。一方、ラテン語で「死んだ水」を意味するMorte-agneが語源だとする説も根強い。
ル・ペルシュ地方は多くの移民を輩出してきたが、特にヌーヴェル・フランス開拓に向かった者がモルターニュ＝オー＝ペルシュには多かった。

## 出身者
- ピエール・ブシェ - ケベック州ブーシャーヴィル建設者
- ジョセフ・ピュイセ - 軍人。1789年にヴェルサイユで開催された三部会代表
- ジュール・シャプラン - 作家
- エミール＝オーギュスト・シャルティエ - 哲学者。「アラン」のペンネームで有名